# Саморуха, Владимир Петрович
Владимир Петрович Саморуха — советский пионер-герой и партизан.

## Биография
Родился в Винницкой области[уточнить]. Он был сыном Петра Саморухи — секретаря парторганизации партизанского отряда имени Ленина, действовавшего в Винницкой области.
Партизанский отряд имени Ленина срочно нуждался в собственной радиостанции — без неё отряд никак не мог координировать свои действия с прочими отрядами партизан и городских подпольщиков.
Партизанам было известно, что надёжная связь с центром есть у партизанского отряда «Победители», действовавшего в окрестностях города Ровно — примерно в 500 километрах от Винницы.
Было составлено письмо, в котором винницкие партизаны просили у своих ровенских связаться с Москвой, дабы передать сообщение о срочной нужде в собственной радиостанции. Добровольцем для доставки послания вызвался Владимир.
В августе-сентябре 1943 года отправился в путь — за 15 дней он пешком преодолел расстояние между городами по оккупированной территории и в итоге он смог связаться с партизанским отрядом «Победителей», до того даже не имея каких-либо каналов связи с ними.
В источниках разнится информация о том, сколько ему лет было на тот момент — одни утверждают, что ему было 11 лет, а другие, что 13-14 лет, также в письме от партизан отряда имени Ленина была указана личная просьба Петра Саморухи — отправить сына в Москву, однако пионер от этого отказался, решив остаться с отрядом «Победителей».
За свой подвиг и дальнейшую боевую и разведывательную деятельность в составе партизанского отряда, Володя Саморуха был награждён Орден Красной Звезды.